# Parque O'Higgins (station)
Parque O'Higgins är en tunnelbanestation i tunnelbanesystemet Metro de Santiago i Santiago, Chile. Stationen är döpt efter den närliggande parken Parque O'Higgins, en av de största parkerna i Santiago. Nästföljande station i riktning mot Vespucio Norte är Toesca och i riktning mot La Cisterna är Rondizzoni.